# Окулов, Матвей Алексеевич
Матвей Алексеевич Окулов (4 (15) декабря 1791 — 3 (15) июля 1853) — участник войны 1812 года, действительный статский советник, в звании камергера, директор училищ Московской губернии (1830—1852); собиратель картин, гравюр и рисунков, «светский лев», известный всей Москве.

## Биография
Старший сын херсонского губернатора Алексея Матвеевича Окулова от его брака с Прасковьей Семёновной Хвостовой. Сначала воспитывался дома, в 1802 году был принят в Пажеский корпус в Петербурге. После окончания обучения в чине прапорщика был назначен в лейб-гвардии Артиллерийскую бригаду и вскоре принял участие в военных действиях 1812 года.
Участвовал в заграничных походах 1813—1814 годов, сражался при Люцене, Бауцене, Дрездене, Лейпциге, Фер-Шампенуазе и при штурме Парижа.
Служил в лейб-гвардии Конной артиллерии, к 1817 году в чине поручика вышел в отставку, но 31 декабря 1817 года вновь был принят на службу с тем же чином. 12 марта 1820 года был назначен адъютантом к военному министру, генералу от артиллерии барону П. И. Меллеру-Закомельскому. 25 декабря 1821 года произведён в штабс-капитаны, а 26 декабря 1822 года — в капитаны, с оставлением в должности адъютанта.
15 марта 1824 года гвардейский капитан Окулов переведён в Арзамасский конно-егерский полк, с переименованием в подполковники. К 1828 году командовал 3-м дивизионом и 6-м эскадроном этого полка, в 1829 году состоял в том же чине и в той же должности.
В 1830 году был определён в статскую службу и переименован в надворные советники. Занял пост директора училищ Московской губернии. Являлся членом Московского попечительного комитета о бедных. В дальнейшем произведён в коллежские советники (старшинство с 17 октября 1831 года) и в статские советники (старшинство с 17 октября 1835 года). 8 октября 1843 года получил чин действительного статского советника.
В ведении М. А. Окулова были уездные и начальные училища всех городов Московской губернии, а до 1 января 1838 года и все московские училища. По этой причине он не мог часто посещать 1-ю Московскую гимназию. Бывал он преимущественно во время экзаменов, на заседаниях педагогического совета и руководил занятиями совета, а также при посещении гимназии почетными гостями. Детей Окулов любил искренно и пользовался всяким удобным случаем, чтобы их побаловать: например, в день его рождения или в день именин все пансионеры (их было тогда до 200) получали от него по пакетику, наполненному конфетами и другими сластями; в других случаях он присылал им билеты для входа в театр и т. п. Ученики, в свою очередь, сердечно любили его; при всяком появлении его в гимназии они обступали Матвея Алексеевича и приветствовали его, стараясь всячески выразить ему свою радость.
По свидетельству лиц, знавших Окулова, он был рослый и осанистый, с неизменной золотой табакеркой в левой руке, признанный «светский лев», известный всей московской знати. В обществе его уважали за ум, добрый нрав и благородство, поэтому всегда обращались к нему за помощью или советом. Он снискал к себе всеобщее симпатии представительной наружностью, изящными манерами, остроумием и приветливым обращением со всеми. Будучи поклонником музыки и театра, Окулов не пропускал ни одного интересного спектакля. Состоял в Обществе любителей Российской словесности и был в приятельских отношениях с М. Н. Загоскиным, Вяземским и М. П. Погодиным. Московский дом Окулова на Пречистенке был всегда открыт для литераторов, художников и артистов. Бывал у него и А. С. Пушкин, он жил у Окулова в свой последний приезд в Москву.
За время службы Окулов был пожалован наградами: орденом Святой Анны 2-й степени (6 декабря 1834), императорской короной к этому ордену (6 декабря 1840), орденом Святого Владимира 4-й степени за 35 лет службы (22 сентября 1851), медалью «За взятие Парижа» (1814), знаком отличия беспорочной службы за XV лет (22 августа 1833) и за XX лет (22 августа 1838). Также был пожалован в звание камергера.
Умер 3 июля 1853 года в Москве в возрасте 61 года, похоронен на Ваганьковском кладбище.

## Семья

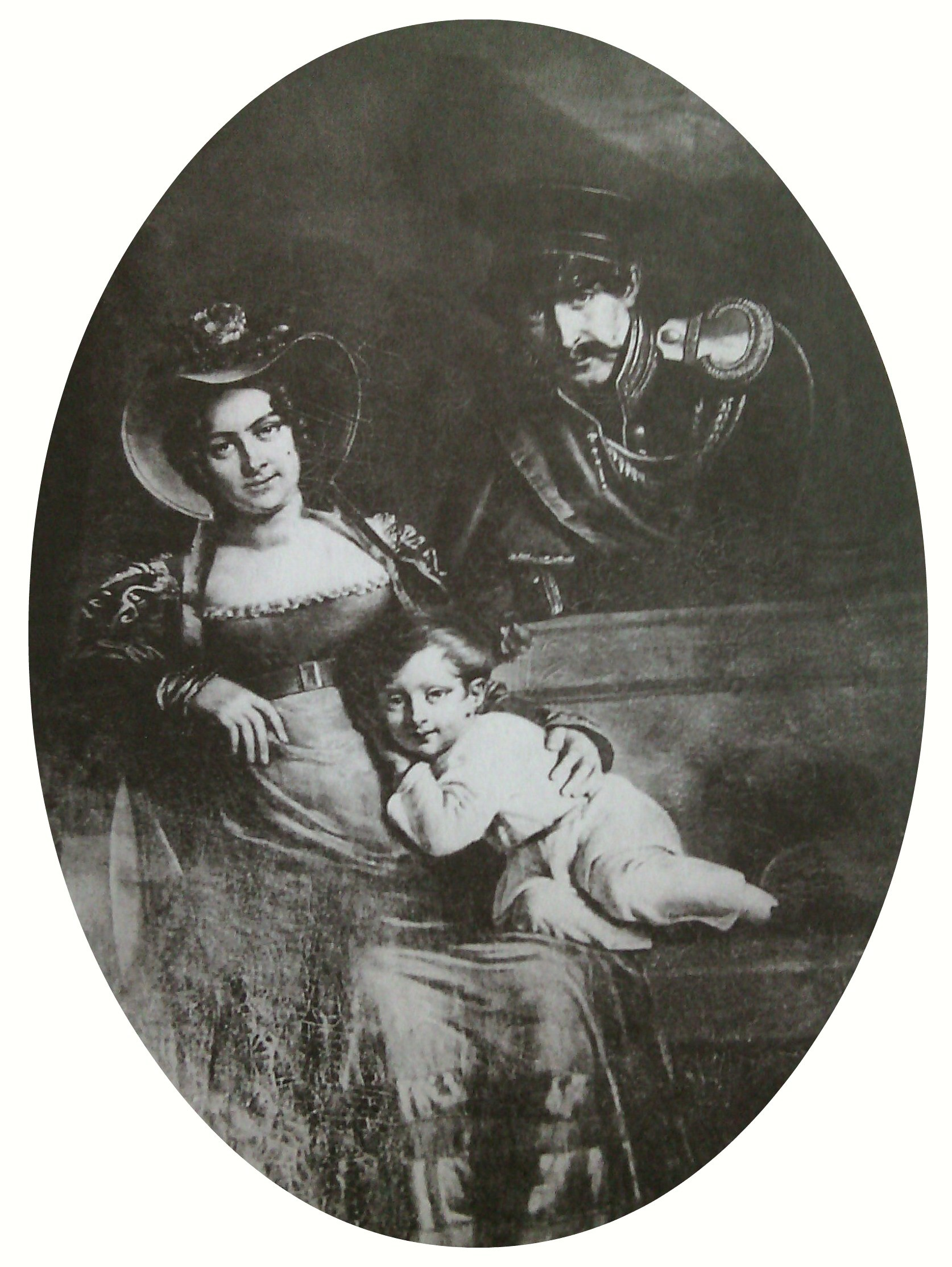
Окуловы с сыном Михаилом

Жена (с 16 мая 1817 года) —  Анастасия Воиновна Нащокина (1789—07.09.1862), дочь генерала Воина Васильевича Нащокина и сестре Павла Нащокина — мецената и коллекционера. Венчание ее было в церкви Спасо-Преображения в селе Шишкино Костромской губернии. Первые годы замужества жила в Петербурге, с 1829 года постоянно в Москве. Умерла от рака груди в Париже, похоронена в Москве. Дети:
- Клеопатра
- Михаил (05.06.1819—11.06.1860), выпускник Московской гимназии, поручик.
- Алексей (27.02.1831—12.04.1864), выпускник Пажеского корпуса, служил в Нарвском гусарском полку, адъютант князя Меншикова. Писал акварелью и маслом картины, хотел поступить в Академию художеств, но мать не позволила. Жил в Москве и Серпухове.
- Александра (1833—27.05.1915), замужем за Александром Федоровичем Шнейдером.